# فولک اورشلیم

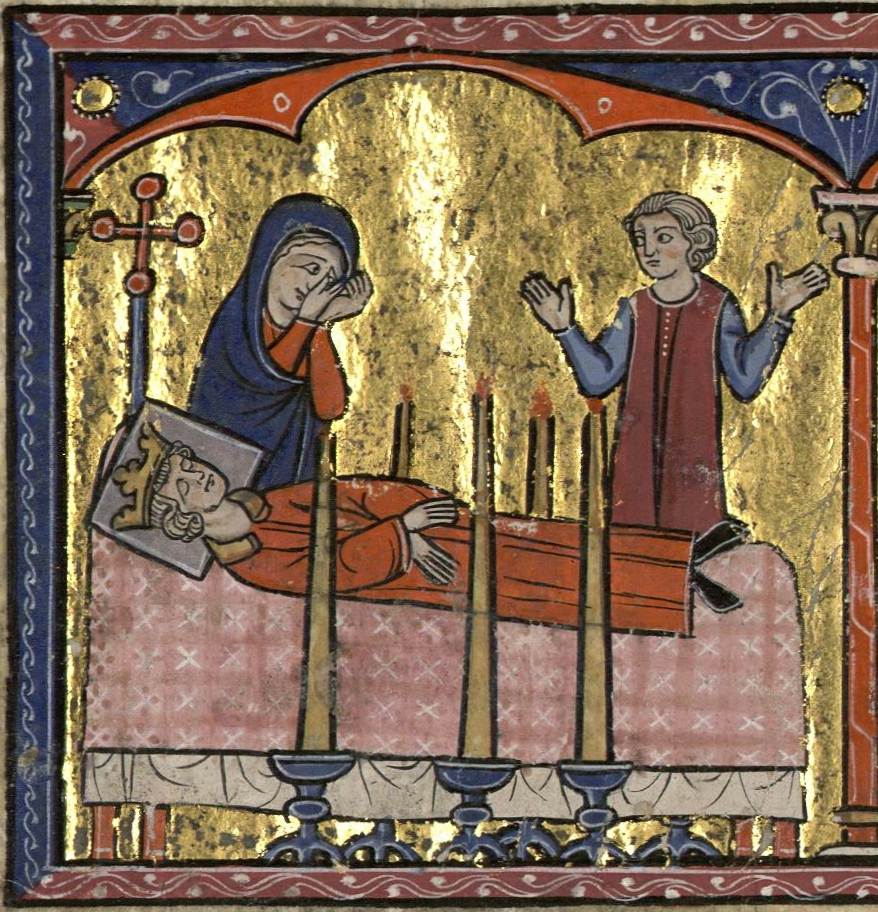
عزاداری ملیساند برای فولک

فولک اورشلیم (۱۰۸۹/۹۲–۱۱۴۳) از سال ۱۱۰۹ تا ۱۱۲۹ کنت آنژو (با نام فولک پنجم، فولک جوان) و از سال ۱۱۳۱ تا ۱۱۴۳ پادشاه اورشلیم بود. در دوران حکومت او پادشاهی اورشلیم به بیشترین وسعت خود رسیده بود. او در سال ۱۱۲۹ پس از ازدواج با ملیساند اورشلیم وارث تاج و تخت اورشلیم شد و بعد از مرگ بالدوین دوم در ۱۱۳۱ فولک و ملیساند مشترکاً فرمانروای پادشاهی اورشلیم شدند. او زمانی که در سال ۱۱۴۳ برای شکار به عکا رفته بود بر اثر افتادن از اسب کشته شد روایت است در این حادثه اسب او زمین‌خورد و سر فولک در زیر زین له شد.